# Donaustraße 52 (Oberndorf)

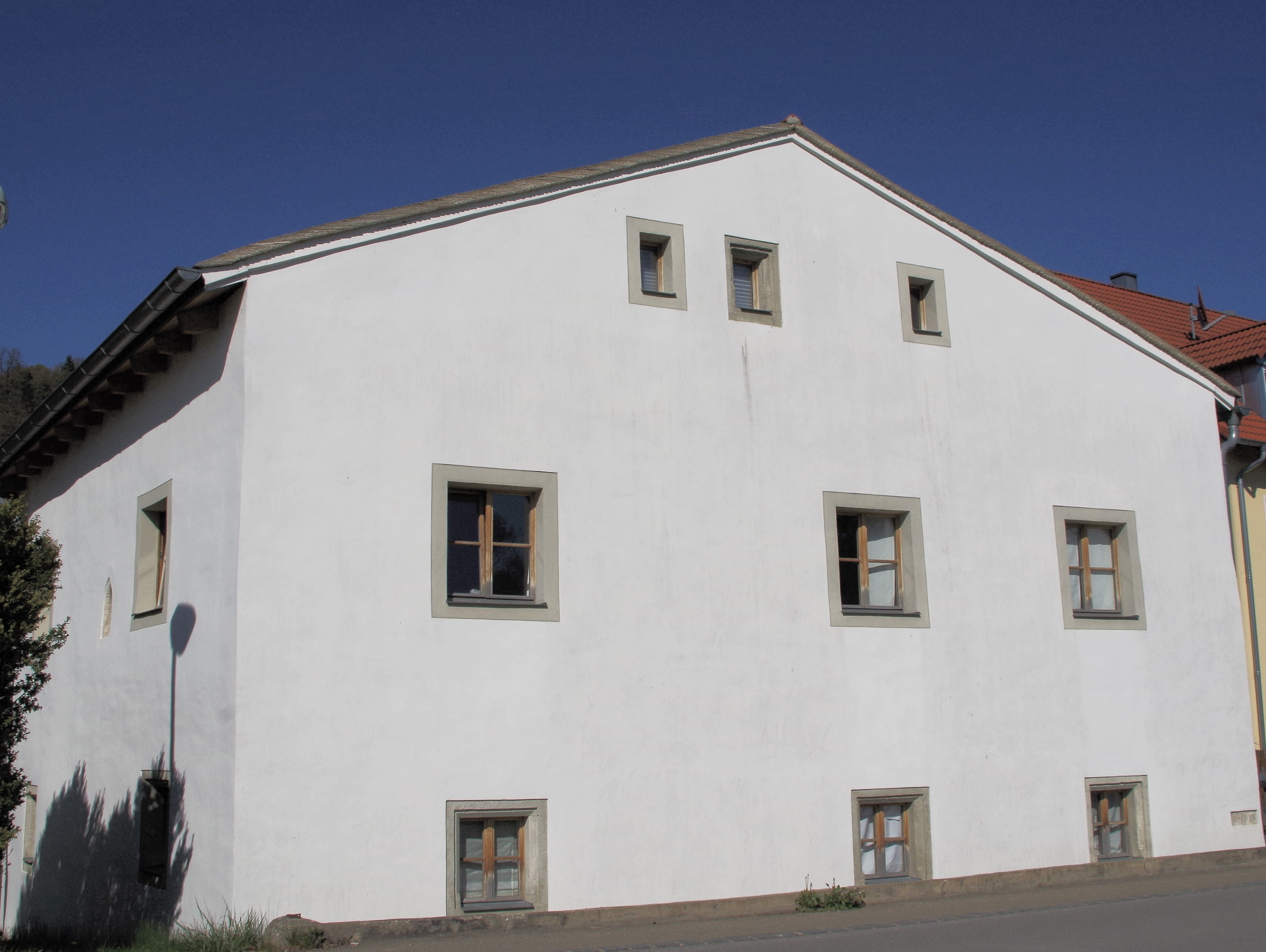
Haus Donaustraße 52 in Oberndorf

Das Gebäude Donaustraße 52 in Oberndorf, einem Gemeindeteil von Bad Abbach im niederbayerischen Landkreis Kelheim, wurde im Kern zwischen 1330 und 1350 errichtet. Das ehemalige Bauernhaus ist ein geschütztes Baudenkmal.

## Beschreibung
Das ehemalige Wohnstallhaus mit Flachsatteldach entstand in Jurahausbauweise. Der zweigeschossige Kernbau aus der ersten Hälfte des 14. Jahrhunderts wurde um 1450 nach Westen und um 1500 nach Süden auf die heutigen Ausmaße erweitert. Die Vereinheitlichung der Dachhöhe erfolgte um 1600. Das Dach wurde, wie bei einem Jurahaus üblich, wieder mit Kalkplatten gedeckt.
Christa Berghammer erhielt im Jahr 2010 die Denkmalschutzmedaille des Freistaates Bayern für die vorbildliche Renovierung des Baudenkmals.
Maria und Peter Schreyer, Christa Berghammer sowie Franziska und Alois Schröppel bekamen im Jahr 2010 gemeinsam den Denkmalpreis des Bezirks Niederbayern für die vorbildliche Instandsetzung der drei denkmalgeschützten Jurahäuser Donaustraße 38, Donaustraße 52 und Donaustraße 56 in Oberndorf.